# Patrolling the Ether
Patrolling the Ether es un cortometraje filmado en 1944, la historia principal se centra en unos operadores de radio amateurs que ayudan a la Comisión Federal de Comunicaciones a monitorear ondas de radio, con el objetivo de encontrar transmisiones de espías nazis. Es reconocida como la primera película transmitida en tres canales de televisión al mismo tiempo; el 10 de abril de 1944, se exhibió en tres estaciones: WNBT, Nueva York (ahora WNBC ), WPTZ Filadelfia (ahora KYW) y WRGB Schenectady, Nueva York, marcando un hito en la historia de la televisión en red.
La película fue dirigida por Paul Burnford y protagonizada por Emmett Vogan.